# نسيب بديع البربير
نسيب بديع البربير وزير للصحة العامة اللبنانية 1966 م، ومؤسس مستشفى البربير، وساهم بتأسيس المستشفى الإسلامي. ولد نسيب البربير في بلدة برجا بجبل لبنان سنة 1912 م، في حين انه نشأ ببيروت بعد ان انتقل والده اليها سنة 1917 م، ودرس بالكلية الإسلامية، ثم التحق بكلية الطب الفرنسية، وتخرج منها كطبيب متخصص بألجراحة، برز اسمه بعد ان كان مرافقا، للرئيس رياض الصلح، عندم اغتيل سنة 1951 م، في شرق العاصمة الأردنية، استهوته الحياة الاجتماعية والخدماتية، فأسس سنة 1940 م، مستشفى دار الصحة للأسر ذات الدخل المحدود، كما ساهم بتأسيس المستشفى الإسلامي، والقسم الطبي بدار العجزة، والإسعاف، الخاص بالاجئين الفلسطينيين، ثم إنشاء مستشفى البربير، وهي من أهم مستشفيات بيروت، في فترة الخمسينيات، والستينيات، وفي سنة 1966 م، اختاره الرئيس رشيد كرامي ليكون وزيرا للصحة العامة، ثم أصبح عضوا في اللقاء الإسلامي سنة 1976 م، في حين انه لم يرزق بألأولاد فأسس جمعية تحمل اسمه وهي ‹مؤسسة الدكتور نسيب البربير الطبية› واوصى بنقل ملكيتها كوقف بعد مماته، حيث وافته المنية سنة 1991 م.